# Купа на България по волейбол (жени)
Купата на България по волейбол за жени, е турнир, основан през 1954 година, от Българската федерация по волейбол. През 1958 година и през 1962 – 1965 г. турнири не се провеждат. С най-много спечелени купи са „Левски“ и ЦСКА.

## Носители на купата
- 1954 Ударник
- 1955 Миньор (Перник)
- 1956 Ударник
- 1957 Славия
- 1959 Левски
- 1960 Левски
- 1961 Левски
- 1966 Левски
- 1967 Левски
- 1968 Академик (София)
- 1969 ЦСКА „Септемврийско знаме“
- 1970 Левски – Спартак
- 1971 ЖСК – Славия
- 1972 Левски – Спартак
- 1973 Левски – Спартак
- 1974 Левски – Спартак
- 1975 Миньор (Перник)
- 1976 ЦСКА „Септемврийско знаме“
- 1977 Славия
- 1978 Левски – Спартак
- 1979 ЦСКА „Септемврийско знаме“
- 1980 Левски – Спартак
- 1981 ЦСКА „Септемврийско знаме“
- 1982 ЦСКА „Септемврийско знаме“
- 1983 ЦСКА „Септемврийско знаме“
- 1984 Дунав (Русе)
- 1985 ЦСКА „Септемврийско знаме“
- 1986 ЦСКА „Септемврийско знаме“
- 1987 Левски – Спартак
- 1988 ЦСКА „Септемврийско знаме“
- 1989 ЦСКА „Септемврийско знаме“
- 1990 Левски – Спартак
- 1991 Левски – Спартак
- 1992 Левски – Спартак
- 1993 ЦСКА
- 1994 Левски
- 1995 ЦСКА
- 1996 ЦСКА
- 1997 Левски
- 1998 Левски
- 1999 Левски
- 2000 ЦСКА
- 2001 Левски
- 2002 Левски
- 2003 Левски
- 2004 ЦСКА
- 2005 Левски [1]
- 2006 Левски [2]
- 2007 Славия [3]
- 2008 ЦСКА [4]
- 2009 Левски [5]
- 2010 ЦСКА [6]
- 2011 ЦСКА [7]
- 2012 Марица (Пловдив) [8]
- 2013 ЦСКА [9]
- 2014 Левски
- 2015 Марица (Пловдив)
- 2016 Левски
- 2017 Марица (Пловдив)
- 2018 Марица (Пловдив) [10]
- 2019 Марица (Пловдив) [11]
- 2020 не се провежда заради пандемия от Covid-19
- 2021 Марица (Пловдив)
- 2022 Марица (Пловдив)
- 2023 Марица (Пловдив)
- 2024 Марица (Пловдив)
- 2025 Марица (Пловдив)

## Класиране по купи
| Отбор             | Купи |
| ----------------- | --- |
| Левски            | 27 (1959, 1960, 1961, 1966, 1967, 1970, 1972, 1973, 1974, 1978, 1980, 1987, 1990, 1991, 1992, 1994, 1997, 1998, 1999, 2001, 2002, 2003, 2005, 2006, 2009, 2014, 2016) |
| ЦСКА              | 19 (1969, 1976, 1979, 1981, 1982, 1983, 1985, 1986, 1988, 1989, 1993, 1995, 1996, 2000, 2004, 2008, 2010, 2011, 2013)                                                 |
| Марица (Пловдив)  | 10 (2012, 2015, 2017, 2018, 2019, 2021, 2022, 2023, 2024, 2025) |
| Славия            | 5 (1954, 1956, 1957, 1977, 2007) |
| Миньор – Перник   | 2 (1955, 1975) |
| „Академик“– София | 1 (1968) |
| ЖСК „Славия“      | 1 (1971) |
| Дунав             | 1 (1984) |